# Athysanella cursa
Athysanella cursa är en insektsart som beskrevs av Blocker 1988 . Athysanella cursa ingår i släktet Athysanella och familjen dvärgstritar. Inga underarter finns listade i Catalogue of Life.